# San Andrés (wyspa)
San Andrés – wyspa na Morzu Karaibskim, należąca do Kolumbii. Główna wyspa archipelagu San Andrés i Providencia oraz prowincji pod tą samą nazwą. Ma 12 km długości i 3 km szerokości, powierzchnia wyspy to 26 km². San Andrés leży 80 km na południowy zachód od wyspy Providencia, 190 km na wschód od atlantyckiego wybrzeża Nikaragui i ponad 700 km na północny zachód od karaibskiego wybrzeża Kolumbii.
Wyspa jest pochodzenia wulkanicznego. Znajduje się na niej łańcuch niskich wzgórz, wznoszących się coraz wyżej ku centrum wyspy, i opadających łagodnie na nadmorskie równiny. Niewielka laguna w centrum wyspy nosi nazwę Big Pond.
Główne miasto, San Andrés, leży na północy wyspy. Inny ośrodek miejski to San Luis, położony w części wschodniej. Wyspę otaczają wystające z morza skały, największe: Cayo Johnny (Cayo Sucre), Haynes Cay, Cotton Cay.

## Historia
Podobnie jak pozostałe wyspy archipelagu, San Andrés należy do Kolumbii na mocy traktatu Esguerra-Bárcenas, podpisanego 28 marca 1928 roku, w którym Nikaragua uznała prawa Kolumbii do wysp San Andrés, Providencia, Santa Catalina oraz pozostałych wysp i skał archipelagu, w zamian za uznanie przez Kolumbię praw Nikaragui do Wysp Mangle oraz Costa Mosquitia (Wybrzeża Moskitów).
Większość historyków uznaje, że archipelag odkryli dla Europejczyków angielscy purytanie oraz drwale z Jamajki w 1629 roku. Następnie w drugiej połowie XVII w. wyspa została podbita przez Hiszpanię. W okresie kolejnych 200 lat należała do Hiszpanii, Anglii, Francji i Holandii, często zmieniając przynależność. Była również często odwiedzana przez piratów, w tym słynnego angielskiego pirata Henry Morgana, który korzystał z niej jako ze swojej bazy, a według legendy ukrywał na niej zrabowane skarby.